# Jerzy Tarnawski (historyk)
Jerzy Józef Tarnawski (ur. 18 września 1945 w Wielopolu) – polski nauczyciel, historyk.

## Życiorys
Urodził się w Wielopolu pod Zagórzem jako syn Andrzeja i Jadwigi z domu Łepkowskiej. Kształcił się w szkole podstawowej w Zagórzu. W 1964 zdał egzamin dojrzałości w Liceum Ogólnokształcącym Męskim w Sanoku (w jego klasie byli m.in. Jan Skoczyński, Konrad Szachnowski). Po odbyciu służby wojskowej w Marynarce Wojennej w Gdańsku, studiował historię na Wydziale Filozoficzno-Historycznym Uniwersytetu Jagiellońskiego od 1967 do 1972, uzyskując tytuł magistra. 
W 1972 podjął pracę nauczyciela w szkołach mechanicznych w Sanoku (od 1975 pod nazwą Zespół Szkół Mechanicznych), gdzie wykładał historię, geografię i wiedzę o społeczeństwie. Od 1977 był współpracownikiem Ruchu Obrony Praw Człowieka i Obywatela, prowadząc we własnym domu punkt kolportażu. W listopadzie 1980 zorganizował w szkole oddział NSZZ „Solidarność”. Zasiadł w Tymczasowej Komisji NSZZ „Solidarność” Pracowników Oświaty i Wychowania w Sanoku (Sanok, Lesko, Baligród). Podczas pracy w szkole krzewił postawę patriotyczną i niepodległościową wśród młodzieży, która zaszczepiona tym duchem założyła w 1980 Uczniowski Ruch Odnowy, będący pierwszym niezależnym ruchem uczniowskim powstałym na terenie województwa krośnieńskiego i zrzeszającym ok. 600 członków ze wszystkich 1000 uczniów szkoły. Podczas stanu wojennego w 1982 wskutek procedury przeprowadzonej przez komisję weryfikacyjną Kuratorium Oświaty i Wychowania w Krośnie, został zwolniony z pracy w ZSM. Następnie, w maju 1982 został przeniesiony z pracy w szkole średniej do szkoły podstawowej. Podejmował starania, m.in. na drodze sądowej, zmierzające do przywrócenia do pracy w macierzystej szkole. W 1985 przeniesiony do pracy w Szkole Podstawowej nr 7 w Sanoku. Został przywrócony do pracy w Zespole Szkół Mechanicznych 4 sierpnia 1989 wskutek decyzji Społecznej Komisji Pojednawczej i Odwoławczej Komisji Dyscyplinarnej w Warszawie.
W latach 1989–1990 był działaczem Komitetu Obywatelskiego „Solidarność” w Zagórzu. W wyniku wyborów samorządowych w 1990 został randym osiedla Wielopole w Radzie Miasta i Gminy Zagórz w latach 1990-1994. W wyborach samorządowych 1998 bez powodzenia kandydował do Rady Powiatu Sanockiego z listy Akcji Wyborczej Solidarność.
Podjął się organizacji uroczystości patriotycznych, spotkań z kombatantami, wydarzeń upamiętniających zarówno w zakresie ZSM jak i poza szkołą. Współdziałał w pracach historycznych sanockich kół Światowego Związku Żołnierzy Armii Krajowej oraz Związku Sybiraków. Działa m.in. na rzecz upamiętnienia żołnierzy Samodzielnego Batalionu Operacyjnego NSZ „Zuch” pod dowództwem kpt. Antoniego Żubryda (m.in. zaprojektował odsłoniętą w 2014 tablicę upamiętniającą pięciu żołnierzy tego oddziału, związanych z miejscowościami obecnej Gminy Zagórz). Został autorem publikacji historycznych, przede wszystkim poświęconych historii Zagórza i okolic, ukazujących się na łamach prasy lokalnej (np. pismo „Verbum” wydawane przez Parafię Wniebowzięcia Najświętszej Maryi Panny w Zagórzu, „Tygodnik Sanocki”) jak i ogólnopolskiej. Jest autorem rozdziału pt. „Zarys historii Zagórza i parafii pw. Wniebowzięcia Najświętszej Maryi Panny” w publikacji Sanktuarium Matki Bożej w Zagórzu z 2007 roku.

## Odznaczenia i wyróżnienia
- Złoty Krzyż Zasługi 2007 (przyznany przez Prezydenta RP Lecha Kaczyńskiego za osiągnięcia w pracy zawodowej, za przekazywanie młodzieży prawdziwego obrazu historii Polski[9])
- Medal Komisji Edukacji Narodowej 2008 (przyznany przez ministra Edukacji Narodowej)
- Medal „Pro Patria” 2016 (przyznany przez Urząd do Spraw Kombatantów i Osób Represjonowanych[10])
- Odznaka 70-lecia NSZ (2013, przyznana przez Związek Żołnierzy Narodowych Sił Zbrojnych)[11][12])
- Nagroda dyrektora Zespołu Szkół Mechanicznych (1990, 1993, 1997, 1998, 2000)